# Enrico Salvador
Enrico Salvador (Vittorio Veneto, 30 november 1994) is een Italiaans wielrenner.

## Carrière
In 2016 wist Salvador de Ronde van Bern te winnen door Danilo Celano nipt voor te blijven. In augustus werd hij achter Michael Storer tweede in de GP di Poggiana. Drie dagen later won hij de Trofeo Beato Bernardo met een voorsprong van drie seconden op Filippo Zaccanti.

## Overwinningen
2012
3e etappe deel A Ronde van Basilicata
2016
Ronde van Bern
Trofeo Beato Bernardo
2019
1e en 3e etappe deel A Ronde van Servië
Eindklassement Ronde van Servië

## Ploegen
- 2016 –  Unieuro Wilier
- 2017 –  Tirol Cycling Team
- 2018 –  Biesse Carrera Gavardo

Amici · Bertoletti · Colleoni · Colombo · Delco · Gozzi · Logica · Moro · Orlandi · Pedretti · Piccot · Rastelli · Ravanelli · Salvador · Taglietti · Zanardini